# Søllerød Gold Diggers 2014
Questa voce raccoglie le informazioni riguardanti i Søllerød Gold Diggers nelle competizioni ufficiali della stagione 2014.

## Nationalligaen 2014

### Stagione regolare
| Aalborg 12 aprile 2014, ore 14:00 2ª giornata | AaB 89ers | 26 – 42 referto | Søllerød Gold Diggers | Aab´s anlæg |

| Nærum 4 maggio 2014, ore 14:00 4ª giornata | Søllerød Gold Diggers | 55 – 12 referto | Herlev Rebels | Rundforbi Stadion |

| Nærum 11 maggio 2014, ore 14:00 5ª giornata | Søllerød Gold Diggers | 30 – 13 referto | Holbæk Red Devils | Rundforbi Stadion |

| Vejle 17 maggio 2014, ore 14:00 6ª giornata | Triangle Razorbacks | 14 – 10 referto | Søllerød Gold Diggers | Vejle Atletikstadion |

| Kastrup 22 giugno 2014, ore 14:00 9ª giornata | Amager Demons | 20 – 35 referto | Søllerød Gold Diggers | Tårnby Stadion |

| Nærum 28 giugno 2014, ore 14:00 10ª giornata | Søllerød Gold Diggers | 0 – 26 referto | Copenhagen Towers | Rundforbi Stadion |

| Herlev 10 agosto 2014, ore 14:00 12ª giornata | Herlev Rebels | 24 – 23 referto | Søllerød Gold Diggers | Kildegårdsskolen |

| Nærum 23 agosto 2014, ore 14:00 14ª giornata | Søllerød Gold Diggers | 19 – 0 referto | AaB 89ers | Rundforbi Stadion |

| Holbæk 30 agosto 2014, ore 14:00 15ª giornata | Holbæk Red Devils | 6 – 46 referto | Søllerød Gold Diggers | Arena Holbæk |

| Nærum 14 settembre 2014, ore 14:00 17ª giornata | Søllerød Gold Diggers | 20 – 42 referto | Triangle Razorbacks | Rundforbi Stadion |

### Playoff
| Nærum 21 settembre 2014, ore 14:00 Wild Card | Søllerød Gold Diggers | 27 – 0 referto | Herlev Rebels | Rundforbi Stadion |

| Gentofte 27 settembre 2014, ore 14:00 Semifinale | Copenhagen Towers | 33 – 8 referto | Søllerød Gold Diggers | Gentofte Sportspark |

## Statistiche di squadra
| Competizione      | %Vittorie | In casa | In casa | In casa | In casa | In casa | In casa | In trasferta | In trasferta | In trasferta | In trasferta | In trasferta | In trasferta | Totale | Totale | Totale | Totale | Totale | Totale |
| Competizione      | %Vittorie | G       | V       | N       | P       | Pf      | Ps      | G            | V            | N            | P            | Pf           | Ps           | G      | V      | N      | P      | Pf     | Ps     |
| ----------------- | --------- | ------- | ------- | ------- | ------- | ------- | ------- | ------------ | ------------ | ------------ | ------------ | ------------ | ------------ | ------ | ------ | ------ | ------ | ------ | ------ |
| Stagione regolare | .600      | 5       | 3       | 0       | 2       | 124     | 93      | 5            | 3            | 0            | 2            | 156          | 90           | 10     | 6      | 0      | 4      | 280    | 183    |
| Playoff           | .500      | 1       | 1       | 0       | 0       | 27      | 0       | 1            | 0            | 0            | 1            | 8            | 33           | 2      | 1      | 0      | 1      | 35     | 33     |
| Totale            | .583      | 6       | 4       | 0       | 2       | 151     | 93      | 6            | 3            | 0            | 3            | 164          | 123          | 12     | 7      | 0      | 5      | 315    | 216    |